# Santi Silvestro e Martino ai Monti (församling)
Santi Silvestro e Martino ai Monti är en församling i Roms stift.
Till församlingen Santi Silvestro e Martino ai Monti hör följande kyrkobyggnader och kapell:
- Santi Silvestro e Martino ai Monti
- San Filippo Neri all'Esquilino
- San Pietro in Vincoli al Colle Oppio
- Santi Gioacchino e Anna ai Monti
- Santa Lucia in Selci
- San Giuseppe di Cluny